# Чубок, Геннадий Александрович
Геннадий Александрович Чубок (25 марта 1972, Клинцы, Брянская область) — российский футболист, защитник, нападающий; игрок в мини-футбол.
В детстве жил в Гордеевке. В 1986 году поступил в ДЮСШ в Клинцах, там же отучился в 8 классе. Играл на первенство города. В 1990 году получил травму — перелом коленного сустава. В 1991 году окончил текстильный техникум и поступил в ленинградский институт имени Лесгафта. Выступал за команду института, затем — за «Гатчину» в первенстве Ленинградской области. В 1993 году в первенстве КФК играл за «Ильмень» Новгород. В чемпионате России по мини-футболу выступал за новгородскую «Зарю» (1993/94) и петербургский «Галакс» (1994/95). По семейным обстоятельствам вернулся в Брянскую область. В 1995—1997 годах играл в командах третьей лиги «Кристалл» Дятьково (1995—1996) и «Динамо» Брянск (1997). В дальнейшем выступал в областных соревнованиях за «Спартак» Почеп (1998), «Кристалл» (1999), «Мебельщик» Дятьково (1999—2004), ФК «Клинцы» (2005—2017).
Футбольный судья.
Играет в московской ЛФЛ 8х8.
Принимает участие в марафонах — «Белые ночи» (Санкт-Петербург), казанском, московском.